# Magnolia lanuginosa
Espèce
Statut de conservation UICN

 DD  : Données insuffisantes
Magnolia lanuginosa est une espèce de plantes à fleurs de la famille des Magnoliaceae. C'est un arbre trouvé en Asie.

## Description
C'est un arbre.

## Répartition et habitat
L'espèce est trouvée en Chine (Yunnan, Tibet), dans l'est de l'Himalaya, en Inde (Assam) et au Népal.
Elle pousse en milieu subtropical.